# Rhodamine B
Rhodamine B is een rode tot violette, synthetische, fluorescerende kleurstof. Het behoort tot de rhodamines, dit is een groep van fluorescerende kleurstoffen. De molecuulstructuur van deze stoffen bevat een xantheen-kern en amine- en iminegroepen. Sulforhodamine B, Rhodamine WT, Rhodamine 6G en Rhodamine 123 behoren tot dezelfde groep.

## Toepassingen
Rhodamines vinden vooral toepassing in kleurstoflasers en als markeerstof of traceerstof in de hydrologie, om stromings- en transportprocessen in oppervlakte- en grondwater te kunnen volgen, of in celbiologische experimenten, bijvoorbeeld fluorescentiemicroscopie. Ze zijn goed oplosbaar in water en oplosbaar in alcohol.
Rhodamine B kan ook in lightsticks worden gebruikt om rood licht uit te zenden. In de praktijk komt dit echter niet veel voor omdat Rhodamine B langzaam ontleedt in aanwezigheid van het in lightsticks gebruikte fenyloxalaat (en de daaraan verwante stoffen), waardoor de houdbaarheid van de stof aanzienlijk verkleind wordt.

## Toxicologie en veiligheid
Rhodamine B is een schadelijke stof en bij dierproeven is gebleken dat ze mogelijk kankerverwekkend is. Voor mensen zijn er geen gegevens beschikbaar. Het IARC heeft de stof daarom ingedeeld in categorie 3 (stoffen waarvan de carcinogeniciteit voor de mens niet te classificeren is). Bij dierproeven zijn ook mutagene effecten en effecten op de voortplanting vastgesteld.